# Halvfarryggen
Halvfarryggen is een brede met sneeuw bedekte bergkam aan de Prinses Marthakust van Koningin Maudland in Antarctica. Het gebergte scheidt het Jelbart-ijsplateau van het Ekström-ijsplateau.
Het gebergte werd voor het eerst in kaart gebracht door de Noors-Brits-Zweedse Antarctische expeditie (1949-1952) en Isrygg (Noors voor ijsheuvel) genoemd. Het gebergte kreeg zijn definitieve naam tijdens de derde Noorse Antarctische expeditie (1956-1960).De Noorse naam betekent letterlijk de "halverweegse bergkam".